# Daniel Ortiz
Daniel Ortiz (né le 5 janvier 1990 à Caguas, Porto Rico) est un joueur de champ extérieur de la Ligue majeure de baseball.

## Carrière
Daniel Ortiz est choisi par les Twins du Minnesota au 4e tour du repêchage amateur de juin 2008. Il commence sa carrière professionnelle en ligues mineures avec un club affilié aux Twins en 2008 mais rate toute la saison 2009 à la suite d'une blessure au genou. Après sept saisons de ligue mineure dans l'organisation des Twins, il est mis sous contrat par les Pirates de Pittsburgh avant la saison 2016 et assigné à leur club-école d'Indianapolis.
Il fait ses débuts dans le baseball majeur avec Pittsburgh le 29 avril 2017.